# Trachinotus
Genre
Trachinotus est un genre de poissons de la famille des Carangidae. Ils sont parfois appelés « pompaneaux ».

## Liste des espèces
Selon FishBase (30 janv. 2016) et ITIS (30 janv. 2016) :
- Trachinotus africanus Smith, 1967
- Trachinotus anak Ogilby, 1909
- Trachinotus baillonii (Lacepède, 1801) - Pompaneau muscadin
- Trachinotus blochii (Lacepède, 1801) - Pompaneau lune
- Trachinotus botla (Shaw, 1803)
- Trachinotus carolinus (Linnaeus, 1766) - Pompaneau sole
- Trachinotus cayennensis Cuvier in Cuvier & Valenciennes, 1832
- Trachinotus coppingeri Günther, 1884
- Trachinotus falcatus (Linnaeus, 1758)
- Trachinotus goodei Jordan & Evermann, 1896 - Pompaneau guatie
- Trachinotus goreensis Cuvier in Cuvier & Valenciennes, 1832
- Trachinotus kennedyi Steindachner, 1876
- Trachinotus marginatus Cuvier in Cuvier & Valenciennes, 1832
- Trachinotus maxillosus Cuvier in Cuvier & Valenciennes, 1832
- Trachinotus mookalee Cuvier in Cuvier & Valenciennes, 1832
- Trachinotus ovatus (Linnaeus, 1758) - la Liche glauque, ou Palomète
- Trachinotus paitensis Cuvier in Cuvier & Valenciennes, 1832
- Trachinotus rhodopus Gill, 1863
- Trachinotus stilbe (Jordan & McGregor, 1898)
- Trachinotus teraia Cuvier in Cuvier & Valenciennes, 1832

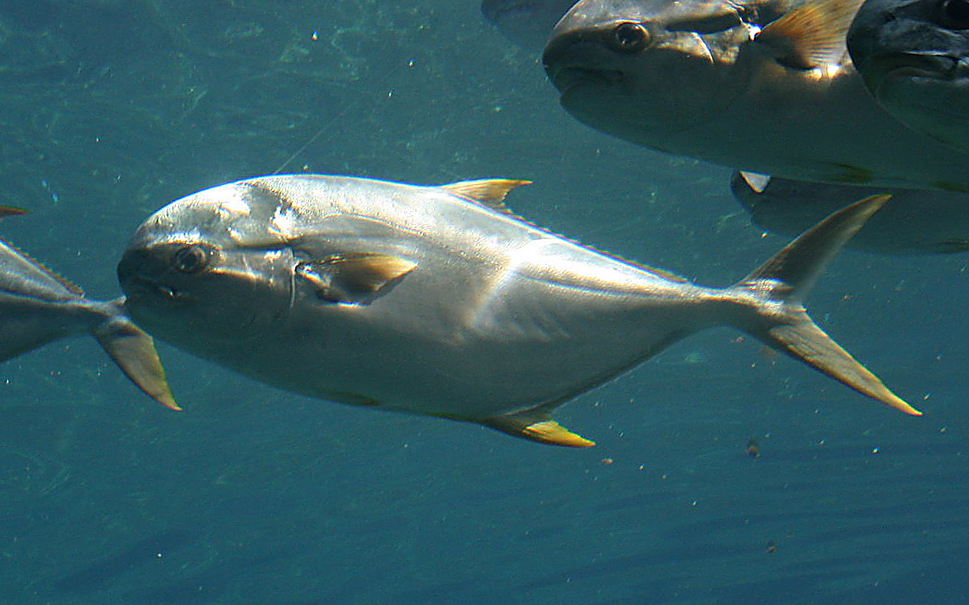
Trachinotus africanus
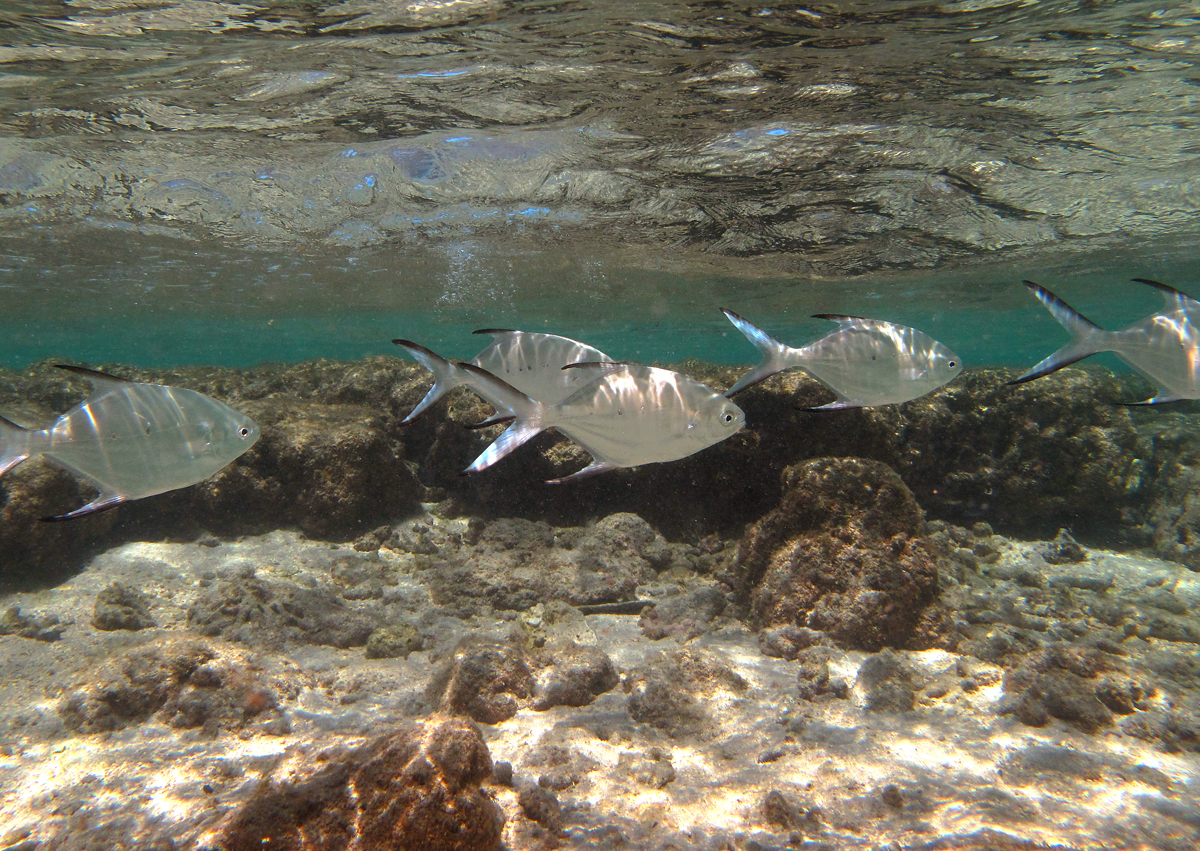
Trachinotus baillonii
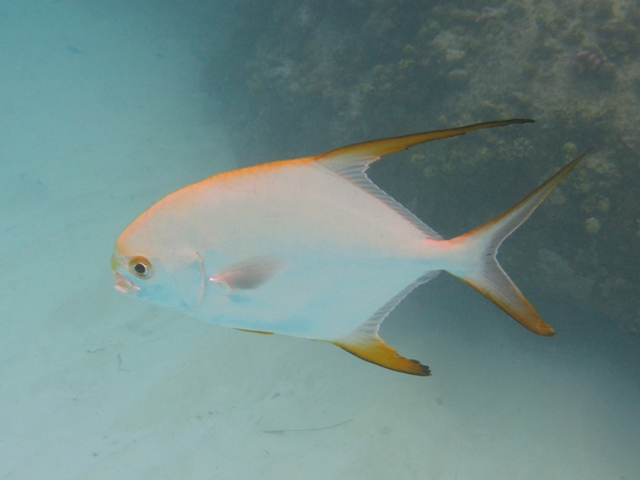
Trachinotus blochii
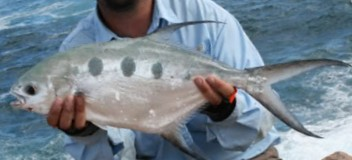
Trachinotus botla
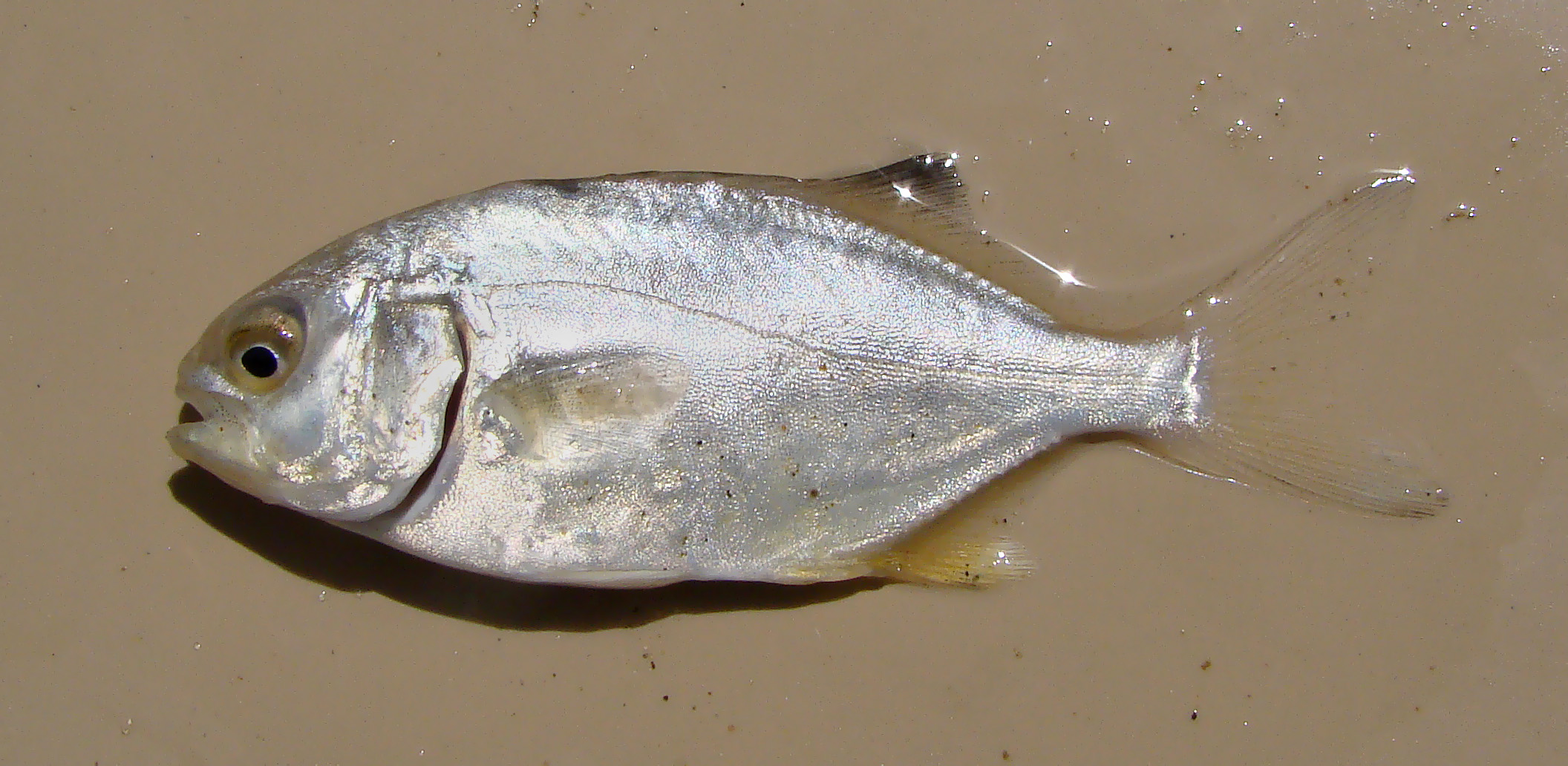
Trachinotus carolinus
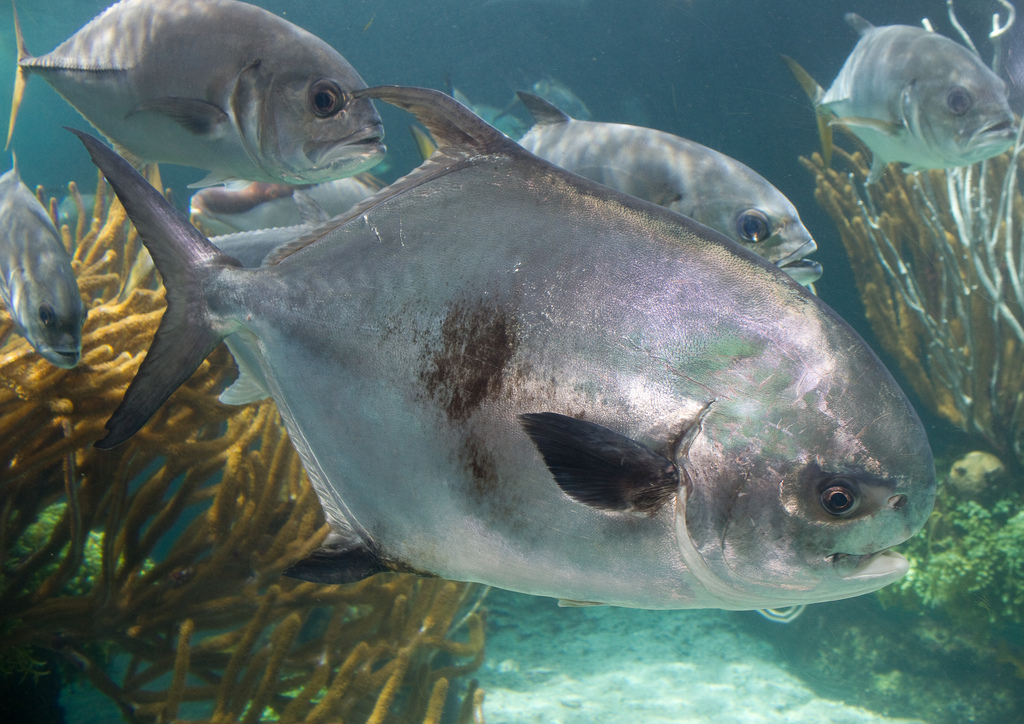
Trachinotus falcatus
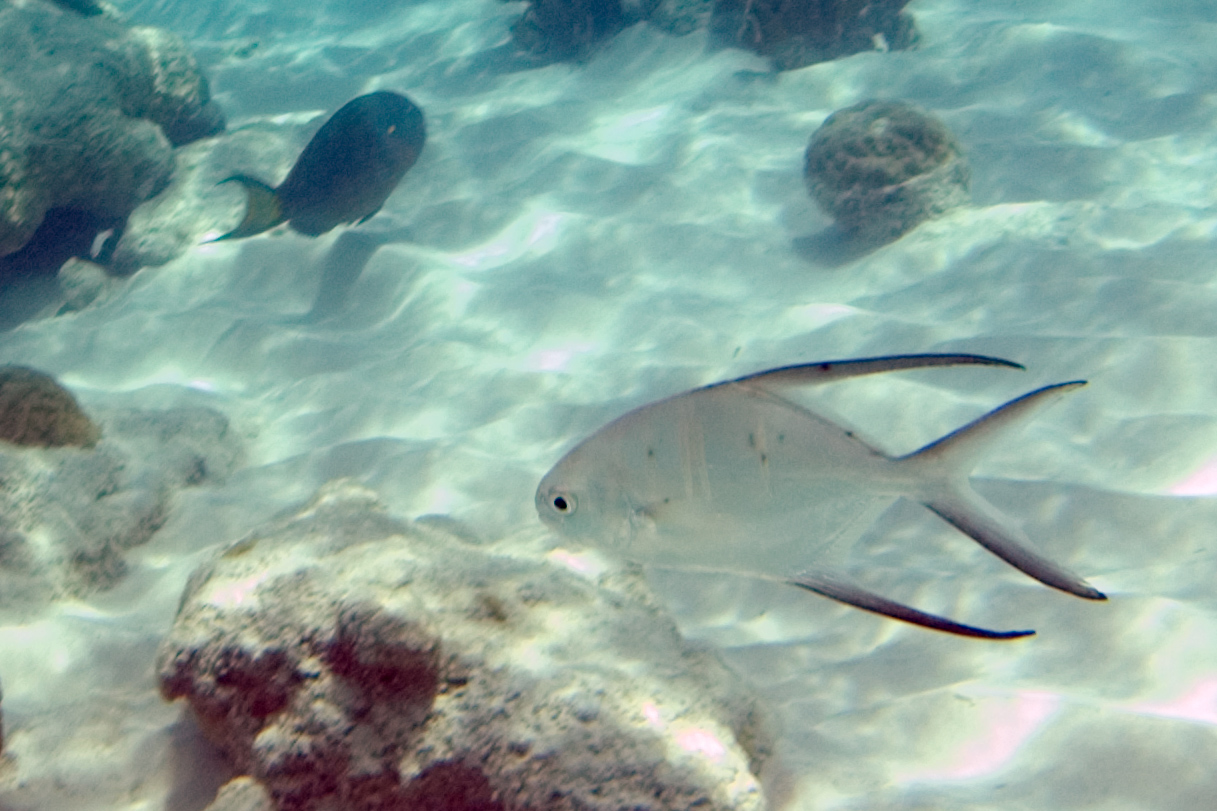
Trachinotus goodei
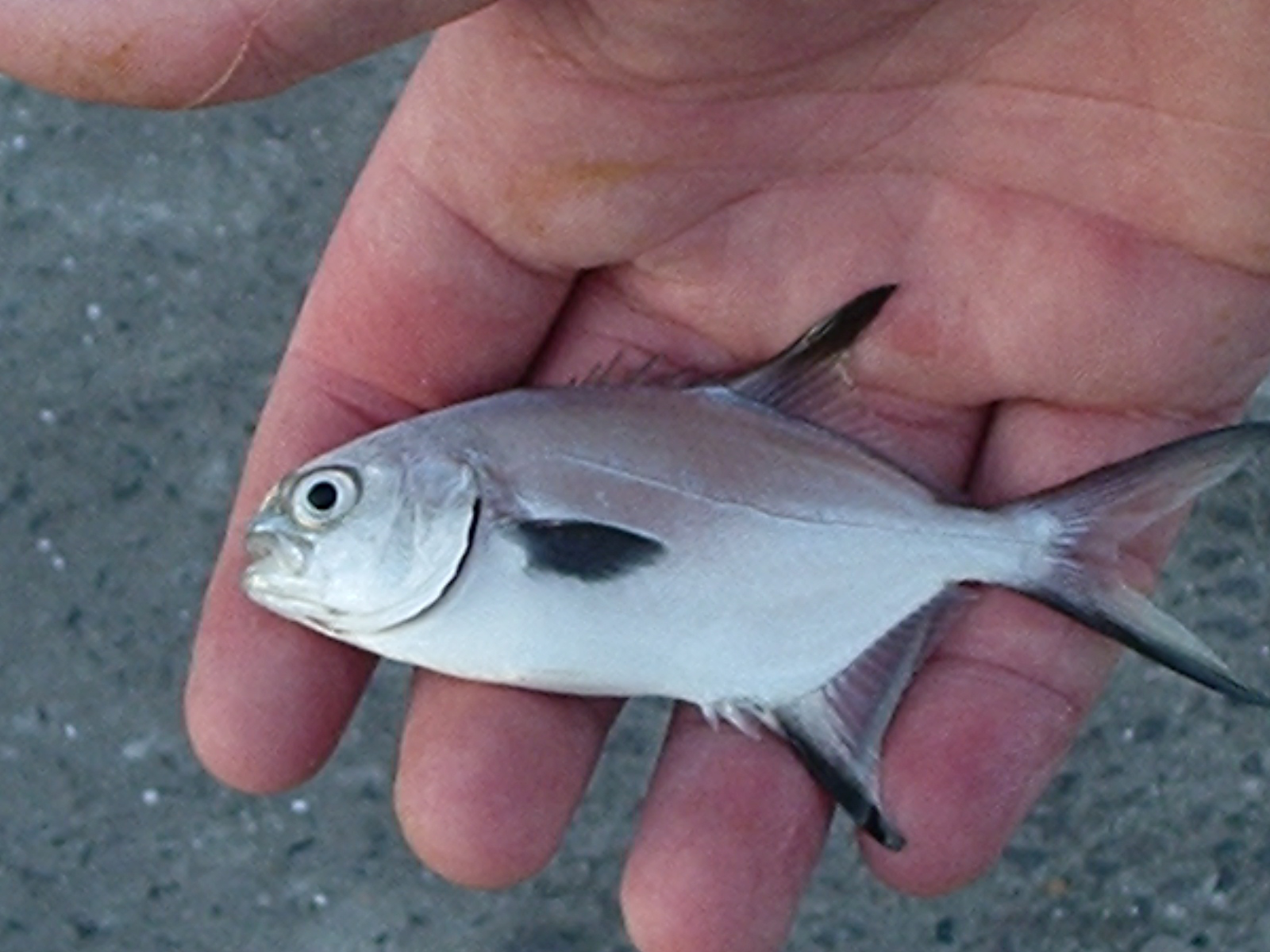
Trachinotus marginatus
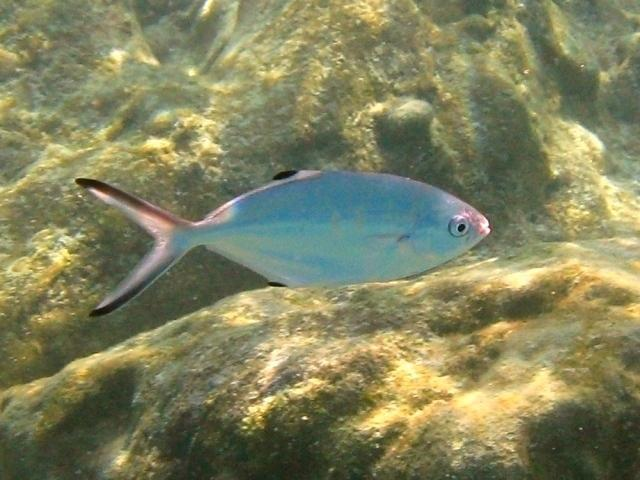
Trachinotus ovatus
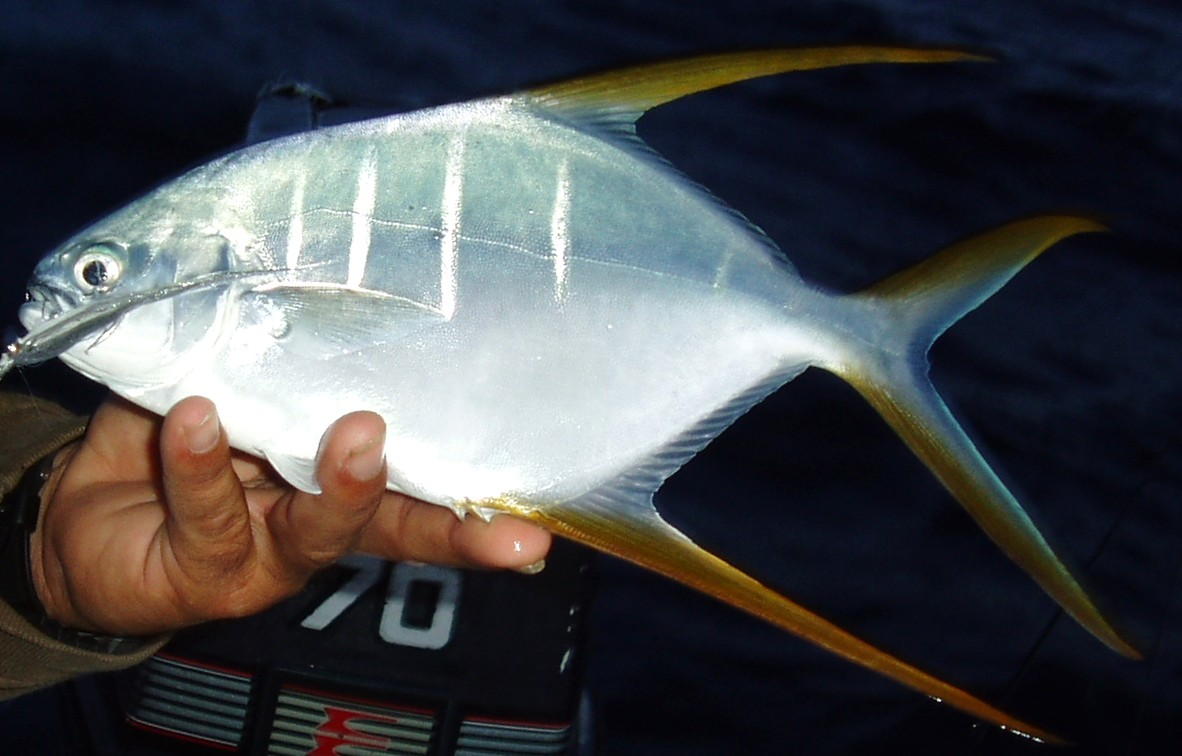
Trachinotus rhodopus